# Mesochorus fraterculus
Mesochorus fraterculus là một loài tò vò trong họ Ichneumonidae.